# Jacob III van Baden-Hachberg
Jacob III van Baden-Hachberg (26 mei 1562 - 17 augustus 1590) was van 1584 tot 1590 markgraaf van Baden-Hachberg. Hij behoorde tot het huis Baden. Jacob resideerde in Emmendingen en bekeerde zich in 1590 van het lutheranisme naar het katholicisme, waarmee hij wat politiek tumult veroorzaakte.

## Levensloop

### Vroege jaren
Jacob was de tweede zoon van markgraaf Karel II van Baden-Durlach en diens tweede vrouw Anna van Palts-Veldenz. Vanaf de dood van zijn vader in 1577 werden Jacob en zijn oudere broer Ernst Frederik opgeleid aan het hof van hun voogd, hertog Lodewijk van Württemberg. Jacob was zeer geïnteresseerd in de recentste wetenschappelijke ontwikkelingen en studeerde in Tübingen en Straatsburg. Na zijn studies maakte hij een grand tour door Frankrijk en Italië. 
Na het overlijden van zijn vader in 1577 nam een regentenraad de macht over van het markgraafschap Baden-Durlach, waarvan zijn moeder Anna, keurvorst Lodewijk VI van de Palts, paltsgraaf Filips Lodewijk van Neuburg en hertog Lodewijk van Württemberg de leden waren.
Jacob en zijn broer Ernst Frederik wilden elk een eigen regeringsgebied besturen. Het testament van zijn vader verbood echter een verdeling van het markgraafschap Baden-Durlach, maar het was gezegeld noch ondertekend. De regentenraad kwam vervolgens overeen om het testament ongeldig te verklaren en ze lieten een verdeling van het markgraafschap Baden-Durlach toe. Ernst Frederik kreeg Neder-Baden, met de tweede grootste steden (Pforzheim en Durlach) inbegrepen, terwijl zijn jongste broer George Frederik Opper-Baden, de heerlijkheden Rötteln en Badenweiler en het landgraafschap Sausenberg kreeg. Jacob zelf kreeg het markgraafschap Baden-Hachberg, met als residentie de stad Emmendingen. 

### De bekering
Naast een gebiedsverdeling volgden de drie broers ook drie verschillende paden wat hun religieuze ontwikkeling betrof. Ze werden allemaal opgevoed in het lutheraans geloof, maar later bekeerden Jacob en Ernst Frederik zich, Jacob tot het katholicisme en Ernst Frederik tot het calvinisme. De jongste broer, George Frederik, bleef zijn hele leven lutheraans. 
In 1582 veroorzaakte de bekering van Gebhard Truchsess von Waldburg, de aartsbisschop van Keulen, tot het lutheranisme een oorlog tussen Gebhard, die niet wilde aftreden als aartsbisschop, en Ernst van Beieren, die tot Gebhards opvolger was verkozen. Gebhard probeerde zijn volledige aartsbisdom tot het lutheranisme te bekeren en sloot om deze reden een alliantie met de knappe gravin Agnes van Mansfeld-Eisleben. In deze oorlog vocht Jacob onder de Spaanse generaal Alexander Farnese, de hertog van Parma. Later diende hij dan weer onder de katholieke hertog Karel III van Lotharingen. 
In 1584 huwde Jacob op 22-jarige leeftijd met de 16-jarige gravin Elisabeth van Culemborg-Pallandt. Zij was de enige erfgename van een zeer groot fortuin. Het was een zeer gelukkig huwelijk waaruit vier kinderen geboren werden. Het huwelijk duurde echter slechts zes jaar. In 1588 verhuisde het echtpaar van burcht Hochburg naar het kleinere kasteel van Emmendingen en op 1 januari 1590 kreeg de stad stadsrechten toegewezen. 
In een periode van diepe religieuze verdeeldheid hield Jacob de drie christelijke kampen van nabij in het oog: de katholieken, de lutheranen en de calvinisten. In 1589 en 1590 hield hij in verband hiermee twee colloquia met lutheranen en katholieken: de eerste vond plaats in Baden-Baden, de tweede in Emmendingen. Daarna bekeerde hij zich op 15 juli 1590 in het cisterciënzersklooster Tennenbach officieel tot het katholicisme. Dit veroorzaakte een grote deining in Duitsland, omdat hij de eerste Duitse protestantse vorst was die zich na de godsdienstvrede van Augsburg in 1555 tot het katholicisme bekeerde. Op 10 augustus 1590 werd het katholicisme officieel de staatsreligie van het markgraafschap Baden-Hachberg.

### Dood
Een week later, op 17 augustus 1590, overleed de 28-jarige en gezonde markgraaf Jacob III onverwacht. Na zijn dood vond in de Medische Faculteit van Freiburg een autopsie van zijn lichaam plaats die werd uitgevoerd door twee professoren. Dit was zeer uitzonderlijk in de 16e eeuw. Hieruit bleek dat zijn dood veroorzaakt werd door arsenicum. Jacob wilde volgens zijn laatste wil begraven worden in Baden-Baden, dat toen nog katholiek was. Hij werd echter begraven in de Sint-Michaelkerk van Pforzheim, waar zijn grafinscriptie niets vermeld van zijn bekering tot het katholicisme.
Een week na zijn dood beviel zijn weduwe van een postume zoon en erfgenaam, Ernst Jacob. Jacobs broer Ernst Frederik nam onwettig de zorg van de baby op zich, maar het kind stierf nog geen 9 maanden later op 29 mei 1591. Hiermee viel Baden-Hachberg terug in handen van Ernst Frederik en werd het terug lutheraans. Na de dood van Jacob bekeerde zijn weduwe zich tot het katholicisme. In tegenstelling tot de laatste wil van zijn broer, weigerde Ernst Frederik om zijn schoonzus in Emmendingen te laten wonen.
De gebeurtenissen rond Jacobs dood illustreerden de stijgende polarisatie in religieuze zaken. De spanningen tussen het katholicisme, het lutheranisme en het calvinisme namen enorm toe en de machtshonger van de Duitse heersers en vorsten was heel erg groot. Deze spanningen zouden uiteindelijk in 1618 de Dertigjarige Oorlog veroorzaken. 

## Huwelijk en nakomelingen
Op 6 september 1584 huwde Jacob met Elisabeth van Culemborg-Pallandt (1567-1620), de dochter van graaf Floris I van Culemborg-Pallandt. Ze kregen volgende kinderen:
- Anna (1585-1649), huwde in 1607 met graaf Wolraad IV van Waldeck-Eisenberg
- Karel Ernst (1588), stierf enkele maanden na de geboorte
- Jacoba (1589-1625)
- Ernst Jacob (1590-1591), markgraaf van Baden-Hachberg